# سونيا بويس
سونيا بويس (بالإنجليزية: Sonia Boyce)‏ هي فنانة ومصورة بريطانية، ولدت في 1962 في لندن في المملكة المتحدة.